# السينما الروسية
يعود تاريخ السينما الروسية إلى سنة 1908 م. حيث جرى إنجاز أول عمل فيلم سينمائي قصير من قبل فلاديمير.

## السينما في عصر الامبراطورية الروسية
قدم روماشكوف عدة أفلام وكان ذلك بمبادرة من درانكوف الذي أراد أن يتصدّى للهيمنة الفرنسية في عالم السينماوأراد إنتاج أفلام روسية. كانت أغلب الأفلام تدور أحداثها حول شخصيات شعبية أو مواضيع تاريخية. وبعد هذه الفترة بمدة قصيرة خرج تيار خر من السينمائيين الروس من أمثال تشاردينين» و «كوتزتسوف» الذين صبّوا اهتمامهم الرئيسي على تحويل أعمال المبدعين الروس الكبار من أمثال تولستوي ودوستويفسكي وغوغول إلى أعمال سينمائية. وحدث تحد كبير بين السينما الروسية والسينما الفرنسية.وقامت شركات روسية وأجنبية في روسيا لإنتاج أكبر عدد ممكن من الأفلام منها شركتي باتي الفرنسية ودرانكوفالروسية.
بعد أندلاع الثورة البلشفية في روسياعام 1917 غادر الكثير من السينمائيين وصناع السينما في روسيا إلى خارجها إلى فرنسا تحديدا، حيث قام لينين في عام 1919 بتأميم الصناعة السينمائية

## السينما في عهد الاتحاد السوفياتي
السينما في زمن الاتحاد السوفياتي، وينبغي عدم الخلط مع «السينما الناطقة باللغة الروسية في تلك الفترة» حيث كان الكثير من المخرجين والسينمائيين الروس المقيمين خارج الاتحاد السوفياتي السابق يقومون بإخراج أفلام روسية مستقلة عن إنتاج الاتحاد السوفياتي. وتتضمن مساهمات السينما السوفياتية إنتاج الأفلام في الجمهوريات المكونة للاتحاد السوفياتي، ولكن الرقابة كانت في معظم الأحيان من جانب الحكومة المركزية.
أعطت ثورة أكتوبر 1917 للسينما دوراً جديداً كلية باعتبارها طاقة اجتماعية تربوية ضخمة. حيث عبر لينين في حديثه عن السينما «إن السينما هي أهم الفنون جميعاً بالنسبة لنا». وكان من أهم هم صناع السينما في تلك الفترة، المخرج فزيفولد بودوفكين 1893 ـ 1953. والمخرجون ايزينشتاين وفيجنيكو وفيرتوف..والكسندر دوفجينكو 1894 ـ 1956. وسيرغي غراسيموف 1905 -1985 وهو ممثل ومخرج سينمائي روسي حاز على جائزة لينين وجائزة الدولة. وأيضا اشتهر في فترة الاتحاد السوفياتي المخرجان اندريه تاركوفسكي ونيكيتا ميخالكوف. بعد وفاة ستالين أعطيت السينمائيين يدا حرة في إخراج وإنتاج الأفلام على الرغم من استمرار الرقابة على كل ما كان يعتقد بأنه مسيء سياسيا أو غير مرغوب فيه.

## سينما روسيا الاتحادية
تنوعت السينما الروسية في تلك الفترة ولو أنها لم تكن بقوة السينما السوفياتية بسبب الأنهيار الاقتصادي الذي حل في روسيا بعدانهيارالاتحاد السوفياتي.ولكن بعد النهضة الاقتصادية التي شهدتها روسيا في عهد الرئيس فلاديمير بوتين حدثت قفزة نوعية في صناعة السينما في روسيا، فقد تأسست مؤسسة «موسفيلم» لصناعة السينما والتي طورت نفسها لتكون مواكبة لتحدي السينما الأمريكية والأوروبية.وانجت أفلام حصدت جوائز في المهرجانات العالمية مثل: فيلم فوزفراشينيا أو العودة، لمخرجه الروسي أندريه زفياغينتسيف الذي فاز بجائزة الأسد الذهبي في مهرجان البندقية السينمائي الدولي عام 2003.